# Masako Seki
Masako Seki var en japansk bordtennisspelare och världsmästare i dubbel, mixed dubbel och lag. Hon var även asiatisk mästare i singel, dubbel och lag. Under sin karriär tog hon 8 medaljer i bordtennis-VM, 4 guld, 3 silver och 1 brons.

## Meriter
- Bordtennis VM
  - 1961 i Peking
    - 3:e plats mixed dubbel (med Keiichi Miki)
    - 1:a plats med det japanska laget

  - 1963 i Prag
    - 1:a plats dubbel (med Kimiyo Matsuzaki)
    - 2:a plats mixed dubbel (med Koji Kimura)
    - 1:a plats med det japanska laget

  - 1965 i Ljubljana
    - Kvartsfinal singel
    - 2:a plats dubbel (med Noriko Yamanaka)
    - 1:a plats mixed dubbel (med Koji Kimura)
    - 2:a plats med det japanska laget

- Asiatiska mästerskapen TTFA
  - 1963 i Manilla
    - 1:a plats dubbel (med Kimiyo Matsuzaki)
    - 1:a plats med det japanska laget

  - 1964 i Seoul
    - 1:a plats singel
    - 1:a plats dubbel (med Naoko Fukazu)
    - 2:a plats mixed dubbel (med Koji Kimura)
    - 1:a plats med det japanska laget

- Asiatiska spelen
  - 1962 i Jakarta
    - 3:e plats singel
    - 1:a plats dubbel
    - 3:e plats mixed dubbel
    - 1:a plats med det japanska laget